# Concerto (álbum de Zeca Baleiro)
Concerto é o sexto álbum ao vivo do cantor e compositor maranhense Zeca Baleiro. Foi lançado pelo selo Saravá Discos apneas em formato CD.

## Sobre o álbum
| “ | "Canto melhor quando a música não é minha. Cantar outros autores é terapêutico, você se desapega. No álbum Concerto, mais da metade do repertório não é de canções minhas. São da minha discoteca afetiva. É libertador cantar outros compositores". | ” |

O álbum foi gravado ao vivo no Teatro FECAP em São Paulo e lançado pelo selo Saravá Discos.
“Concerto” é uma espécie de espetáculo em formato de recital, em que Zeca Baleiro é acompanhado de apenas dois músicos  (Swami Jr. e Tuco Marcondes) que se revezam em vários instrumentos.

## Faixas
| N.º | Título                        | Compositor(es)                                          | Duração |  |
| 1.  | "Barco"                       | Chico César                                             | 4:31    |  |
| 2.  | "A Depender de Mim"           | Zeca Baleiro                                            | 2:25    |  |
| 3.  | "Chuva"                       | Gilson, Joran                                           | 3:18    |  |
| 4.  | "Canção Para Ninar Um Neguim" | Zeca Baleiro                                            | 2:30    |  |
| 5.  | "Eu Não Matei Joana d'Arc"    | Marcelo Nova, Gustavo Mullen                            | 3:24    |  |
| 6.  | "Autonomia"                   | Cartola                                                 | 3:55    |  |
| 7.  | "Desengano"                   | Tito Lívio, Lula Cortes                                 | 2:23    |  |
| 8.  | "Milonga Del Mejor"           | Zeca Baleiro, Vanessa Bumagny                           | 2:17    |  |
| 9.  | "Armário"                     | Zeca Baleiro                                            | 3:30    |  |
| 10. | "Filosofia"                   | Vasco Martins                                           | 3:03    |  |
| 11. | "Respire Fundo"               | Walter Franco                                           | 2:23    |  |
| 12. | "Best of You"                 | Dave Grohl, Taylor Hawkins, Nate Mendel, Chris Shiflett | 3:16    |  |
| 13. | "Tem Francesa No Morro"       | Assis Valente                                           | 4:35    |  |
| 14. | "Bangalô"                     | Zeca Baleiro, Vander Lee                                | 5:14    |  |

| Faixa Bonus: Ao vivo no estúdio |                                  |         |  |
| N.º                             | Título                           | Duração |  |
| 15.                             | "Mais Um Dia Cinza em São Paulo" | 5:14    |  |